# Relations entre le Danemark et la France
Les relations entre le Danemark et la France sont des relations internationales s'exerçant au sein de l'Union européenne entre deux États membres de l'Union, le royaume du Danemark et la République française. Elles sont structurées par deux ambassades, l'ambassade du Danemark en France et l'ambassade de France au Danemark, ainsi que par des instituts culturels tels que la Maison du Danemark.

## Histoire
Les relations entre le Danemark et la France remontent au Moyen Âge quand les moines français se rendaient au Danemark et des étudiants danois à Paris. Au XVIIe siècle, il y avait beaucoup d'étudiants danois dans les domaines de la médecine, du droit, de la philosophie et de la théologie en France tandis qu'au Danemark se trouvaient des tuteurs français.
À la fin du XIIe siècle, la princesse Ingeburge de Danemark devint la deuxième épouse du roi Philippe II.

### XVIIesiècle

#### Guerre dano-suédoise (1658-1660)
Hugues de Terlon, ambassadeur du roi de France auprès du roi de Suède, intervient comme médiateur pour régler le conflit entre le roi de Suède Charles X Gustave et le roi Frédéric III de Danemark. Il participe aux conférences qui aboutiront au traité de Roskilde, en 1658, puis au traité de Copenhague conclu le 6 juin 1660. Il a été ambassadeur de France auprès du roi de Danemark entre 1666 et 1675.

#### Guerre de Scanie (1675-1679)
La guerre de Scanie est une des guerres du Nord impliquant l'Union de Danemark-Norvège, l'Électorat de Brandebourg et l'Empire suédois. Elle fut principalement combattue sur le sol de Scanie, dans les anciennes provinces danoises le long de la frontière avec la Suède et le nord de l’Allemagne.
La guerre fut engagée après l’implication de la Suède dans la guerre entre la France et les Provinces-Unies. En effet, la Suède s'était rallié à la France contre plusieurs autres pays européens. Les Provinces-Unies, attaquées par la France, cherchèrent le soutien du Danemark-Norvège. Après quelques hésitations, le roi Christian V entama l’invasion du Skåneland (Scanie) en 1675, alors que la Suède était occupée dans sa guerre contre le Brandebourg. L'invasion de la Scanie fut combinée à un front norvégien appelé la Gyldenløve War, ce qui força les forces suédoises positionnées en défense à mener une guerre sur deux fronts en plus de leur enchevêtrement dans le Saint-Empire romain germanique.
L'objectif du Danemark était de récupérer le Skåneland qui avait été cédé à la Suède lors du traité de Roskilde. Bien que l’offensive danoise fut à l'origine un vrai succès, les contre-offensives suédoises menées par le jeune Charles XI, alors âgé de 19 ans, reprirent la majeure partie des terres perdues face au Danemark.
La guerre n’eut pas de vainqueur défini : la marine suédoise perdit en mer, les armées danoises furent défaites en Scanie par les Suédois, qui en contrepartie étaient battus dans le nord de l'Allemagne par les Brandebourgeois. La guerre et les hostilités prirent fin quand le Danemark et les Provinces-Unies conclurent un accord avec l'allié, plus fort, de la Suède, la France, et quand le roi suédois Charles XI épousa la princesse danoise Ulrique-Éléonore, sœur du roi Christian V. La paix fut conclue par les traités de Fontainebleau, de Lund et de Saint-Germain-en-Laye, rendant la plupart des territoires perdus à la Suède.

### XIXesiècle

#### Guerre de la Sixième Coalition
Lors de la guerre de la Sixième Coalition (1812-1814), une coalition formée de l’empire d'Autriche, du royaume de Prusse, de l’Empire russe, l'Espagne, la Suède et le Royaume-Uni, ainsi qu'un certain nombre d’États allemands vainquit le Premier Empire et força Napoléon Ier à abdiquer.

### XXesiècle

#### Première Guerre mondiale
Le Danemark reste neutre durant la Première Guerre mondiale, bien que le conflit affecte le pays notamment sur le plan économique.

#### Seconde Guerre mondiale
En dépit de sa déclaration de neutralité, faite au début de la Seconde Guerre mondiale, et d'un traité de non agression signé avec l’Allemagne nazie le 31 mai 1939 à Berlin, le Danemark est occupé à partir du 9 avril 1940. Cette occupation prend toutefois une tournure différente de celle des autres pays occupés lorsque le roi Christian X et son gouvernement donnent l'ordre à l'armée de ne pas opposer de résistance et choisissent de rester dans le pays sous l'occupation qui se prolonge jusqu'au 5 mai 1945.

#### Adhésion du Danemark à la CEE
Le Danemark adhère à la Communauté économique européenne et aux autres communautés européennes (CECA et Euratom), dont la France est un membre fondateur, le 1er janvier 1973
La dernière campagne d'essai nucléaire français, entraîne la protestation du gouvernement danois. Celui-ci souhaite faire pression sur le gouvernement français pour qu'il mette un terme aux essais. Cependant, le gouvernement danois avait un candidat en lice pour la fonction de secrétaire général de l'OTAN, après la démission du belge Willy Claes, et par conséquent resta discret sur le sujet.
En 1995, dans son discours d'adieu devant le Parlement européen, le président François Mitterrand dans un propos général sur les guerres passées en Europe, fera la remarque suivante sur un ton humoristique :« La France a combattu tous les pays d'Europe, je crois à l'exception du Danemark. On se demande pourquoi ? ».

## Coopérations thématiques

### Défense
Du fait de sa non participation à la politique de sécurité et de défense commune, les relations entre le Danemark et la France en matière de défense emprunte deux canaux principaux : la voie bilatérale, et l'Organisation du traité de l'Atlantique nord.
De plus les forces armées françaises et danoises collaborent dans plusieurs domaines de gestion de crise. Plusieurs déploiements danois sous commandement français ont été faits, notamment en Albanie en 1997 et en 1999.
En juin 2014, une lettre d'intention visant à renforcer la coopération bilatérale entre les deux pays fut signé par les ministres de la défense.

### Économie
En 2009, le montant des exportations françaises vers le Danemark s'élevait à 2,19 milliards d'euros et le montant des importations danoises en France s'élevait à 2,35 milliards d'euros.

## Sources
- (en) Cet article est partiellement ou en totalité issu de l’article de Wikipédia en anglais intitulé « Denmark–France relations » (voir la liste des auteurs).

- Cet article est partiellement ou en totalité issu de l'article intitulé « Histoire du Danemark pendant la Seconde Guerre mondiale » (voir la liste des auteurs).

## Compléments